# Leptus laplandicus
Leptus laplandicus är en spindeldjursart som beskrevs av Ronald Vernon Southcott 1992. Leptus laplandicus ingår i släktet Leptus, och familjen Erythraeidae. Arten är reproducerande i Sverige.